# Ida Sträuli-Knüsli

Ida Sträuli-Knüsli, um 1900

Ida Sträuli-Knüsli (* 17. Februar 1847 in Winterthur, Schweiz; † 20. Januar 1918 ebenda) war eine Schweizer Frauenrechtlerin und Gründerin und Präsidentin des Frauenbunds Winterthur.

## Leben
Ida Sträuli-Knüsli wurde als Tochter von Hans Knüsli-Unholz, Notar, Kantonsrat und Stadtrat von Winterthur, geboren. Sie wuchs mit zwei Schwestern und drei Brüdern auf, ihr ältester Bruder war der spätere Eisenbahnindustrielle Hans Knüsli. Ihr Neffe war der Nationalrat und Stadtpräsident von Winterthur, Hans Sträuli.
1869 heiratete sie Johann Werner Sträuli, Sohn des Gründers der Seifenfabrik Sträuli und Mitbegründer der Gelatinefabrik Winterthur. Ida Sträuli-Knüsli arbeitete in der Kanzlei ihres Vaters und wurde dabei mit der rechtlichen Diskriminierung der Frauen konfrontiert, worauf sie sich in diesem Gebiet engagierte, unter anderem durch die Gründung von Kinderkrippen und Kindergärten. 1888 gründete sie den Frauenbund Winterthur, heute familiaris Winterthur, und wirkte von 1899 bis 1916 als deren Präsidentin. Der Frauenbund betrieb in Winterthur ab 1889 ein Stellenvermittlungsbüro sowie ein Mädchenheim für Hausangestellte. 1891 gründete Sträuli-Knüsli eine Dienstbotenschule, die später zur Haushaltungsschule wurde.
2003 wurde im neu entstehenden Stadtgebiet Neuhegi in Winterthur eine Strasse nach ihr benannt.